# Cynorkis graminea
Cynorkis graminea là một loài thực vật có hoa trong họ Lan. Loài này được (Thouars) Schltr. mô tả khoa học đầu tiên năm 1924.